# Medjahers
Les  Medjahers (en arabe : مجاهر) sont une alliance tribale arabe située à l'ouest de la wilaya de Mostaganem, qui comprend environ 25 factions. Elles sont dominées par les Hilaliens. L'alliance comprend également de nombreux chorfas, qu'ils soient Idrisides ou Sulaymanides.

## Géographie

### Situation
| Méditerranée | Méditerranée | Dahra   |
| Bordjia      | Medjahers    | Bordjia |
| Bordjia      | Bordjia      | Bordjia |

## Fractions de tribu
Les fraction  plus importants de la tribu sont :
- les Roffiers
- Ouled Chefaa,
- Ouled Malef
- Bourahma,
- Boukamel,
- Ouled Dani
- Ouled Hamden
- Ouled Sidi Abdellah de Sour
- Ouled Sidi Abdellah de Bou Djerad
- Chorfas d'Ain Boudinar
- Rzaigia
- Shab Yanaro
- Ouled Chaker
- Hessainia de Masra
- Ayacha tehata
- Ayacha Fouagua
- Mzarah
- Les Hachem

## Coutumes et traditions
La tribu se distingue par l'organisation de nombreuses célébrations sociales connues sous le nom de Waada  dont les plus importantes sont :
- Waada de Sidi Charef
- Waada de Sidi Ben Dhehia
- Waada de Sidi El Adjel

## Personnalités liées à la tribu
- Sidi Abdellah
- Sidi Youcef
- Sidi Ben Dhehiba
- Sidi Charef
- Sidi El Adjel
- Cheikh Hamada
- Cheikh Djilali Aïn Tedles